# Eilema fuscistriga
Eilema fuscistriga är en fjärilsart som beskrevs av George Francis Hampson 1894. Eilema fuscistriga ingår i släktet Eilema och familjen björnspinnare. Inga underarter finns listade i Catalogue of Life.